# Cutt Off
Ne doit pas être confondu avec Cut off.
Singles de Kasabian
Processed Beats
(2004) Empire
(2006)
Pistes de Kasabian
Pinch Roller
(9) Butcher Blues
(11)
Cutt Off est le cinquième et dernier single du album studio du groupe de rock britannique Kasabian publié le 3 janvier 2005. Il se classe 8e au classement britannique des ventes de singles.

## Parution
En prévision de la parution de Cutt Off, Kasabian tournent le clip de la chanson avec Simon Willows au mois de novembre 2004. Le single Cutt Off sort le 3 janvier 2005, obtenant une 8e place à l'UK Singles Chart, soit leur meilleure performance.
| Classement musical             | Meilleure position |
| ------------------------------ | ------------------ |
| Royaume-Uni (UK Singles Chart) | 8                  |

## Liste des chansons
Toute la musique est composée par Sergio Pizzorno et Christopher Karloff.
| 1. | Cutt Off                              | 3:26 |
| 2. | Processed Beats (Live Lounge version) |      |
| 3. | Out Of Space (Live Lounge version)    |      |
| 4. | Clip vidéo                            |      |

## Ouvrage
- (en) Joe Shooman, Kasabian : Sound, Movement & Empire, Independent Music Press, 24 avril 2008, 176 p. (ISBN 190619100X et 978-1906191009)